# Factorización de Schur
En álgebra lineal, la descomposición de Schur o triangulación de Schur (así llamada por el matemático alemán Issai Schur) es una importante descomposición matricial.

## Definición
Si A es una matriz cuadrada sobre números complejos, entonces A puede descomponerse como
{\displaystyle A=QUQ^{*},\,}
donde Q es una matriz unitaria, Q* es la traspuesta conjugada de Q, y U es una matriz triangular superior cuyas entradas diagonales son exactamente los autovalores de A.

## Construcción de la descomposición de Schur
Algunos algoritmos en álgebra lineal numérica requieren un método para calcular una descomposición de Schur de una matriz. Esto puede hacerse siguiendo el siguiente procedimiento, que además demuestra que una descomposición de Schur es posible.
Dada la matriz A de orden n por n, encuentra un autovalor λ1 de A con el correspondiente autovector v1 de norma 1. Elige n-1 vectores w2, …, wn, tales que el conjunto
{\displaystyle v_{1},w_{2},w_{3},\ldots ,w_{n}\,}
sea una base ortonormal para Cn. Si V1 denota la matriz con estos vectores como columnas, entonces
{\displaystyle V_{1}^{-1}AV_{1}={\begin{bmatrix}\lambda _{1}&*\\0&A_{1}\end{bmatrix}}}
donde {\displaystyle A_{1}} es una matriz (n-1) por (n-1).
Ahora repetimos este proceso con A1: esto da una matriz unitaria V2 tal que
{\displaystyle V_{2}^{-1}A_{1}V_{2}={\begin{bmatrix}\lambda _{2}&*\\0&A_{2}\end{bmatrix}}}
donde {\displaystyle A_{2}} es una matriz (n- 2) por (n- 2).
Por tanto,
{\displaystyle Q_{2}^{*}AQ_{2}={\begin{bmatrix}\lambda _{1}&*&*\\0&\lambda _{2}&*\\0&0&A_{2}\end{bmatrix}},\quad {\mbox{donde }}Q_{2}=V_{1}{\hat {V}}_{2}{\mbox{ con }}{\hat {V}}_{2}={\begin{bmatrix}1&0\\0&V_{2}\end{bmatrix}}.}
Continuando este proceso, uno encuentra las matrices V3, …, Vn. Finalmente, la matriz U = Q*AQ con 
{\displaystyle Q=V_{1}{\hat {V}}_{2}{\hat {V}}_{3}\cdots {\hat {V}}_{n}}
es triangular superior, así A = QUQ* es una descomposición de A.
- Datos: Q1064218